# 三春交流館「まほら」
三春交流館「まほら」（みはるこうりゅうかんまほら）は、福島県田村郡三春町にある三春町立のコンサートホール。

## 概要
2003年4月22日開館。
座席数404席を有するまほらホールの他、移動席100席を有する小ホールから構成されている。
音楽ホールとして設計されているが、演劇や各種公演等、様々なイベントに活用されている。
元来、町公民館が実施してきた各種学級、国際交流活動も「まほら」に移転した。
愛称の「まほら」は町民からの公募により決定し、古語で「本当に優れた良い場所」というまほろばへ転じた原語。
独創的でありながら、町の雰囲気にマッチした外観や、木のぬくもりを感じさせる内装、最新鋭の機材が備えられている。

## アクセス
- JR磐越東線三春駅より約1.7㎞。
- 福島交通のバスで三春町役場前下車、すぐ。
- 駐車場が102台分設けられており、車での来場も可能。ただし、駐車場が周辺4箇所に分散している。[2]

## その他
- 東北地方太平洋沖地震の発生に伴い、2011年3月11日から4月30日までのイベントは中止された。